# Gheorghe Ovseanicov
Gheorghe Ovseannicov (n. 12 octombrie 1985 în Sîngerei) este un fotbalist moldovean care în prezent evoluează la echipa Dacia Chișinău.